# Великая женская ложа Мемфис-Мицраим
Великая женская ложа Мемфис-Мицраим (ВЖЛММ) (фр. Grande Loge féminine de Memphis-Misraïm) — французское масонское послушание, которое работает по уставу Мемфис-Мицраим и принимает только женщин.

## История
Основателем Великой женской ложи Мемфис-Мицраим является сестра Жульен Блейер. Послушание ведёт свою историю с даты создания лож «Хатор» в 1965 году и «Дельта» в 1971 году. В 1981 году было конституировано создание ВЖЛММ.
Преемником на посту генерального великого мастера была сестра Клод Дарше, которая изменила устаревшее звание генерального великого мастера на великого мастера в 2005 году. Она дала независимость Великой латиноамериканской египетской ложе.
ВЖЛММ является членом объединения французских взаимнопризнанных великих лож, которые называются «Французское масонство».
ВЖЛММ насчитывает 1000 сестёр в 50 ложах по всей Франции, включая заморские территории, Бельгию, Швейцарию и Италию.

## Участие ВЖЛММ в «Французском масонстве»
В 1974 году во Франции была основана «Конфедерация французского масонства» (КФМ), как союз французских масонских послушаний. Но КФМ так и осталась на бумаге.
В 2001 году во Франции было основано объединение масонских послушаний под названием «Французское масонство» (ФМ). В новое объединение вошли девять французских великих лож:
1. Великий восток Франции.
2. Французская федерация «Право человека» Международного смешанного масонского ордена «Права человека».
3. Великая женская ложа Франции.
4. Великая традиционная и символическая ложа Опера.
5. Великая женская ложа Мемфис-Мицраим.
6. Национальная французская ложа.
7. Великая смешанная универсальная ложа.
8. Великая смешанная ложа Франции.
9. Великая ложа Франции.
Взаимные признания в этой группе оформлены в официальных протоколах.
В октябре 2002 года по инициативе этих девяти организаций «Французского масонства» был создан Институт масонства Франции (ИМФ). Институт занимается вопросами развития масонства во Франции, а также вопросами взаимодействия между различными организациями французского масонства.